# Aquaplaning

Zeichen 114 Schleudergefahr bei Nässe oder Schmutz

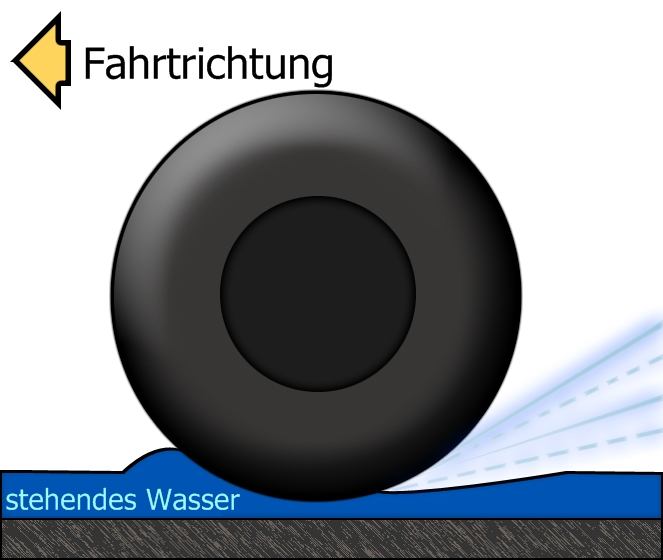
Entstehung von Aquaplaning

Aquaplaning (auch Wasserglätte) bezeichnet das Aufschwimmen des Reifens auf dem Wasserfilm einer nassen Fahrbahn. In diesem Fall schiebt sich ein Wasserkeil unter die Reifenaufstandsfläche und führt damit zum Verlust der Haftung. Im Moment des Aquaplanings können keine Führungs- und Bremskräfte auf die Fahrbahn übertragen werden. Das Fahrzeug kann infolgedessen ins Schleudern geraten.

## Geschichte
Aquaplaning ist ein – im Vergleich zur Geschichte des Automobils – relativ junger Begriff. Entdeckt wurde das Aquaplaning erst Anfang der 1960er Jahre bei den Entwicklungsarbeiten in der Reifenindustrie. In der Folge wurden die physikalischen Grundlagen erforscht und Gegenmaßnahmen entwickelt. Durch Fachzeitschriften, TV-Spots (Der 7. Sinn) und andere Medien wurde der zunächst exotische Fachbegriff zunehmend in der breiten Öffentlichkeit bekannt. Heute sind die Kenntnis und die Vermeidung von Aquaplaning wichtige Bestandteile der Fahrschulausbildung. Als häufige Unfallursache hat das Aquaplaning eine wichtige Bedeutung in der Unfallforschung.
Die folgenden Abschnitte beziehen sich – wenn nicht ausdrücklich anders beschrieben – auf Personenkraftwagen im Straßenverkehr.

## Entstehung

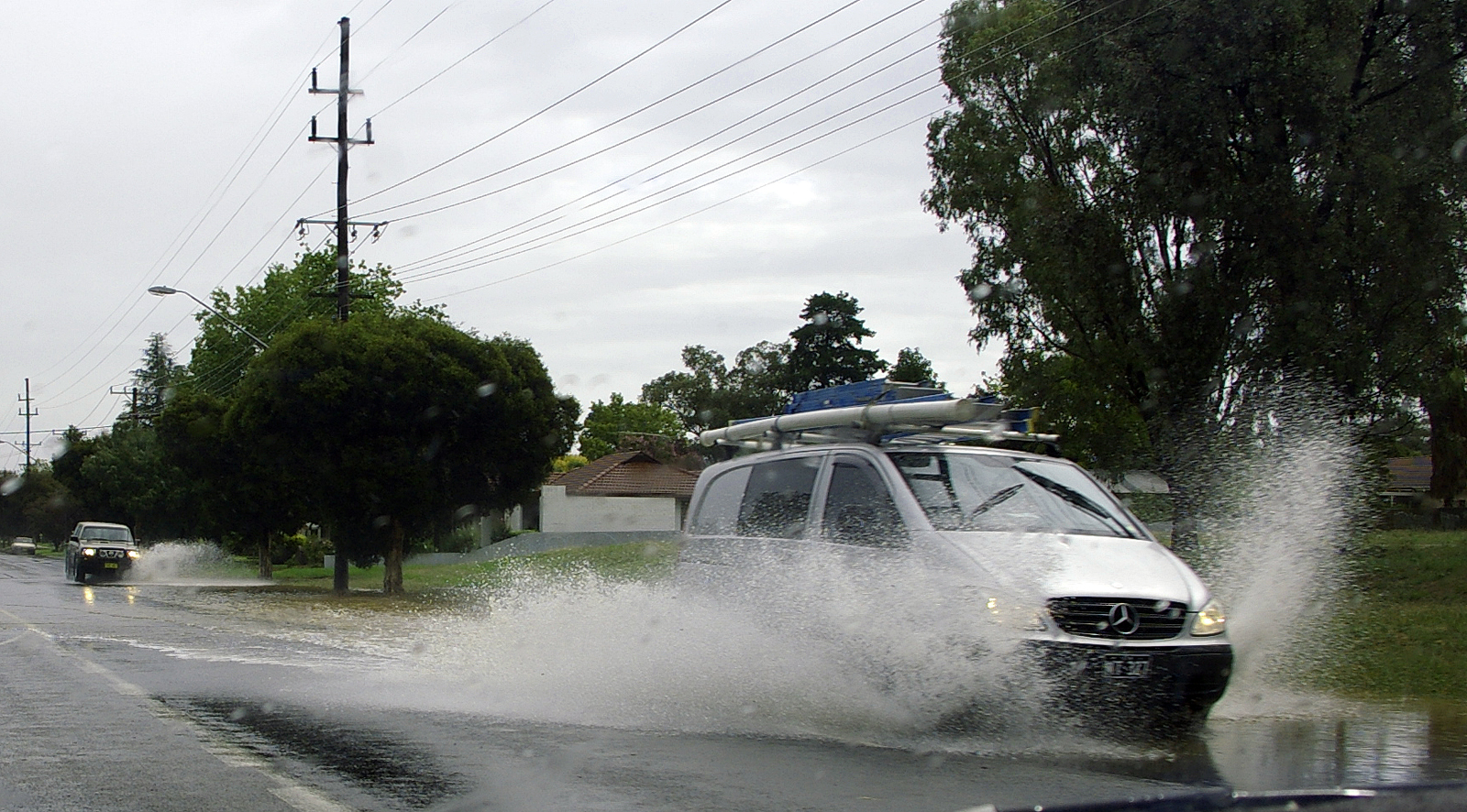
Zwei Fahrzeuge verlieren die Haftung durch Aquaplaning

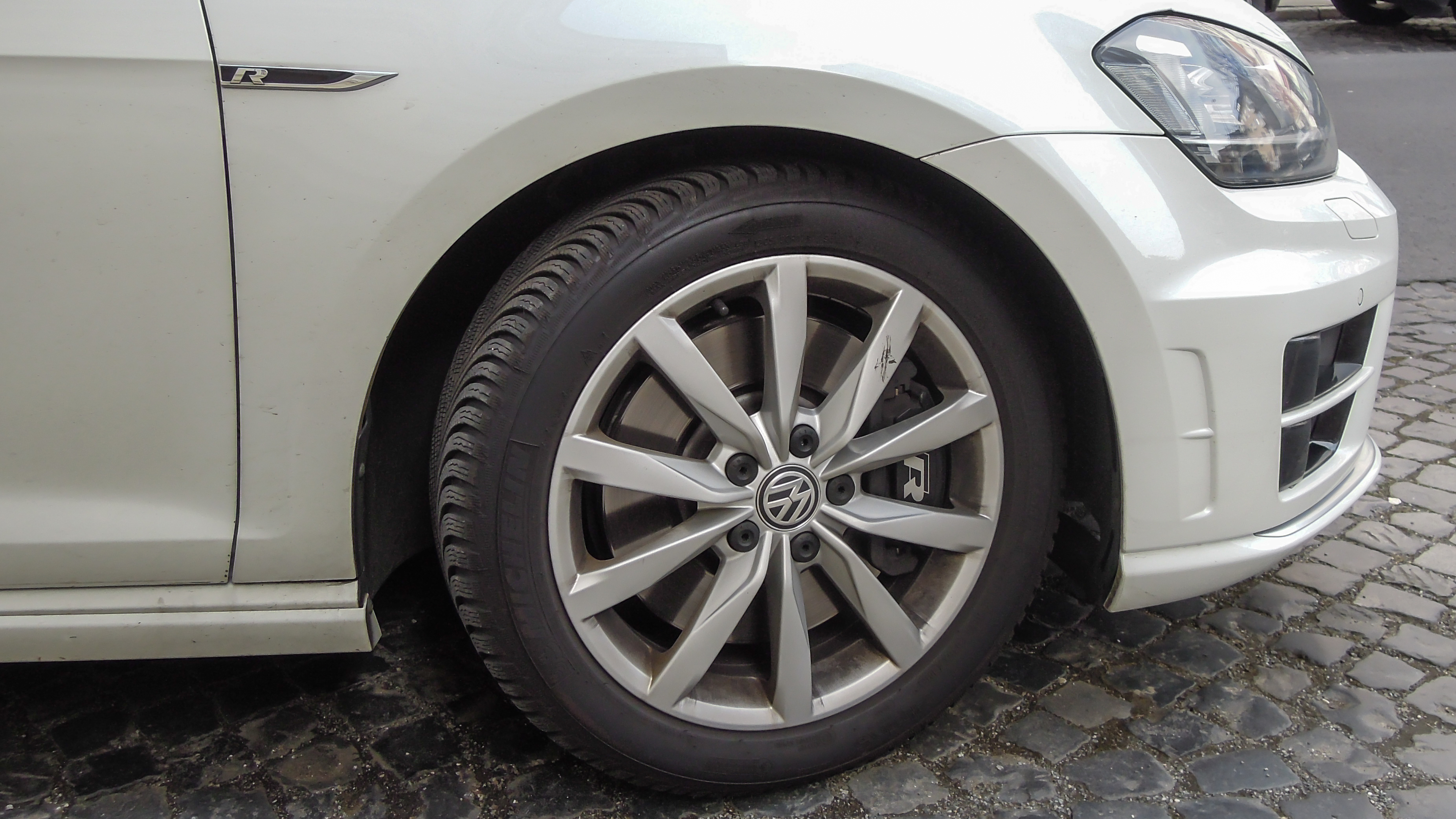
Reifen mit vorgegebener Laufrichtung falsch montiert: Der Pfeil für die vorgegebene Abrollrichtung zeigt rück- statt vorwärts. Effekt: Das sichtbar gepfeilte Profil transportiert beim Abrollen das Wasser zur Reifenmitte statt nach außen.

Am häufigsten kommt Aquaplaning bei Personenkraftwagen im Straßenverkehr vor.

### Physikalische und begriffliche Abgrenzung
Aquaplaning ist nicht mit der geringeren Reibung auf nasser Fahrbahn zu verwechseln, bei der sich die Fahrbahn "rutschiger" oder "glatter" als eine trockene Fahrbahn anfühlt. Reifen haben auf einer nassen Fahrbahn grundsätzlich einen geringeren Reibungskoeffizienten als auf einer trockenen Fahrbahn, was sich beispielsweise in der Verlängerung des Bremsweges bemerkbar macht und alle Arten von Straßenfahrzeugen betrifft.
Aufgrund der geringeren Reibung bei Nässe nimmt auch die maximal mögliche Querbeschleunigung (Kurvengrenzgeschwindigkeit) ab.
Das Synonym Wasserglätte ist insofern missverständlich, als die anderen Arten von Straßenglätte, wie z. B. Schneeglätte oder Reifglätte, Merkmale der Fahrbahn sind, wogegen Aquaplaning eher ein Fahrzustand ist, der erst beim Zusammentreffen mehrerer Faktoren auftritt.

### Fahrdynamik
Aquaplaning entsteht, wenn das vom heranrollenden Reifen verdrängte Wasser auf der Fahrbahn nicht mehr schnell genug abfließen kann. Das stehende Wasser schiebt sich wie ein Keil unter den Reifen und trennt ihn vollständig von der Fahrbahn. Mit Eintritt des Aquaplaning wird die Reibung zwischen Reifen und Straße sehr gering, dadurch können Lenk- oder Bremskräfte kaum noch auf die Fahrbahn übertragen werden.
Physikalisch gesehen wirken hier die Trägheit des abfließenden Wassers und fehlende Drainage im Reifen (Negativprofil abgefahren oder für die Geschwindigkeit zu gering) zusammen.
Bei einem Fahrzeug mit zwei Achsen lassen sich im Wesentlichen folgende Fälle unterscheiden:
- Ein einzelnes Rad schwimmt auf: In der Regel entsteht ein Giermoment um die Hochachse, das der Fahrer durch Gegenlenken beherrschen kann. Die Kontrolle über das Fahrzeug bleibt erhalten. Allerdings befindet sich das Fahrzeug im physikalischen Grenzbereich, so dass weitere Störungen (beispielsweise starker Seitenwind, Ausweichmanöver) zum völligen Kontrollverlust über das Fahrzeug führen können.
 Bei erheblichem Eindrehen des Fahrzeugs kann sich das ESP aktivieren, dazu gehören die Traktionskontrolle, die Motor-Schleppmoment-Regelung und eventuell das Einbremsen eines Rades, um die vom Lenkrad vorgegebene Fahrtrichtung zu stabilisieren. Welcher dieser Mechanismen aktiv wird, lässt sich in der Regel nicht erkennen, da alle ESP-Aktivitäten im Kombiinstrument das gleiche Warnsymbol verwenden. Einige Fahrzeuge verfügen über eine aktive Lenkung (z. B. Überlagerungslenkung), die dann ebenfalls eingreifen kann.
- Beide Vorderräder schwimmen zuerst auf: Dieser Fall ist am leichtesten beherrschbar, da das Fahrzeug einerseits geradeaus fährt und auch die Längsachse des Fahrzeuges von der Hinterachse in Fahrtrichtung gehalten wird. Sobald die Phase des Aquaplanings endet, erhält der Fahrer die Kontrolle über das Fahrzeug zurück.
- Alle Räder schwimmen gleichzeitig auf: Hier ist es von der Schwerpunktlage und der gleichmäßigen Verteilung der Radkräfte abhängig, wie sich das Fahrzeug verhält. Gleichmäßige Kräfte und ein Schwerpunkt auf der Längsachse des Fahrzeuges führen zum gleichen Verhalten wie bei aufschwimmenden Vorderrädern.
 Da wahrscheinlich Abweichungen von den Idealverteilungen vorliegen, wird das Fahrzeug mehr oder weniger schnell aus der Fahrtrichtung drehen. Kontrollverlust droht, wenn das Fahrzeug am Ende der Aquaplaning-Phase entweder quer zur Fahrtrichtung steht oder so gedreht ist, dass es Fahrt in eine andere Richtung aufnimmt und durch Gegenlenken des Fahrers ins Schleudern gerät.
- Beide Hinterräder schwimmen zuerst auf: Hier beginnt das Fahrzeug sofort zu schleudern. Auch wenn das Aquaplaning vorbei ist, befindet sich das Fahrzeug mutmaßlich in einer Lage, in der der Fahrer kaum noch die Kontrolle zurückgewinnen kann.

Neben der Empfehlung, bei Nässe grundsätzlich die Geschwindigkeit herabzusetzen, resultiert aus den fahrdynamischen Gesichtspunkten die Empfehlung, auf der Hinterachse die Reifen mit dem besten Profil zu fahren. Falls überraschend Aquaplaning eintritt, beginnt es an der Vorderachse und der Fahrer kann sich am besten auf die Gefahren einstellen.

## Einflussfaktoren
An der Entstehung von Aquaplaning sind verschiedene Faktoren beteiligt:
- Fahrgeschwindigkeit: Je höher die Fahrzeuggeschwindigkeit, desto größer die Aquaplaninggefahr; die Fahrzeuggeschwindigkeit ist der einzige Faktor, der vom Autofahrer bei Gefahr von Aquaplaning sofort beeinflusst werden kann.
- Dicke des Wasserfilmes: Mit wachsender Höhe des Wasserfilms steigt die Aquaplaninggefahr. Die Höhe des Wasserfilms auf der Fahrbahn ist das Ergebnis des dynamischen Gleichgewichts zwischen herabfallender Wassermenge (Niederschlag) mit der Wassermenge, die von der Fahrbahn abfließen kann.
- Bauart der Fahrbahn: Die Art und die Bauweise der Fahrbahn beeinflussen beispielsweise durch die Neigung und Wölbung der Fahrbahn den Abfluss von Wasser. In Senken oder Wendepunkten von S-Kurven kann sich Wasser ansammeln, Fahrbahnschäden wie Spurrinnen oder Vertiefungen führen zu einer örtlich stark schwankenden Dicke des Wasserfilms. Vielspurige Straßen führen zum verstärkten Aufbau des Wasserfilms.
- Fahrbahnbelag: Durch die Wahl des Baustoffes der Deckschicht und Kavitäten kann die Drainage beeinflusst werden. Wenig Drainage bei versiegelten Oberflächen erhöht die Aquaplaninggefahr. Dieser Aspekt wird bei Planung und Bau der Straßen berücksichtigt.
- Reifen-Profiltiefe: Mit dem Negativprofil (Anteil der Lücken zwischen den Profilblöcken) und größerer Profiltiefe des Reifens sinkt die Aquaplaninggefahr. Das Negativprofil wird vor allem durch den Reifenhersteller und die Profiltiefe durch den Verschleißzustand des Reifens beeinflusst.
- Reifenbreite: Breite Reifen neigen etwas eher zu Aquaplaning als normale oder schmale Reifen. Durch ausgefeilte Profilgeometrien haben es die Reifenhersteller geschafft, auch bei breiteren Reifen die Aquaplaning-Gefahr in vernünftigen Grenzen zu halten. Dies gilt aber nur bei "ordentlicher" Profiltiefe. Sehr kritisch ist es, wenn breite Reifen mit geringer Profiltiefe gefahren werden.
- Reifendruck: Zu geringer Reifendruck erhöht die Aquaplaninggefahr. Bei geringem Reifendruck vergrößert sich die Kontaktfläche des Reifens mit der Fahrbahn, dabei verringert sich der "Anpressdruck" (Kraft pro Fläche) des Reifens zur Fahrbahn – ein Wasserkeil kann sich leichter unter die Reifenaufstandsfläche schieben. Geringer Reifendruck hat noch einen weiteren ungünstigen Effekt: Die Reifenaufstandsfläche bildet sich leicht nach innen gewölbt aus. Die seitliche Verdrängung des Wassers wird erschwert und die Aquaplaninggefahr nimmt zu.
- Reifenfabrikat und -typ (Sommer/Winter): Reifentests zeigen, dass die verschiedenen Reifenhersteller und -fabrikate beim Aquaplaning recht unterschiedlich abschneiden. Dabei hat das Nässeverhalten – wie oben beschrieben – oder die Gummimischung wenig Einfluss, wohl aber die Profilform und der Anteil des Negativprofils.
- Stoßdämpfer: Verschlissene Stoßdämpfer können die Aquaplaninggefahr erhöhen. Funktionierende Stoßdämpfer sorgen dafür, dass die Kraft, mit der ein Reifen auf die Fahrbahn gepresst wird, in allen Fahrsituationen möglichst gleichmäßig bleibt. Wenn dies nicht erfüllt ist, wenn also diese Kraft sich auch nur kurzzeitig verringert, kann Aquaplaning auftreten.
- Fahrzeuggewicht: Der Einfluss des Fahrzeuggewichts auf die Gefahr von Aquaplaning ist relativ gering. Die unnötige Erhöhung des Fahrzeuggewichts stellt keine sinnvolle Maßnahme zur Verringerung der Aquaplaninggefahr dar. Ein voll besetzter und beladener PKW hat nur dann ein etwas geringeres Aquaplaningrisiko, wenn der Reifendruck entsprechend erhöht wurde.

## Fahrsicherheit

### Vorbeugende Maßnahmen
Aquaplaning kann vom Fahrer in einer konkreten Fahrsituation durch Fahrstil und Fahrgeschwindigkeit vermieden werden. Unabhängig von einer konkreten Fahrsituation kann vor allem durch das Reifenprofil vorgebeugt werden.
Wie im Abschnitt Fahrdynamik dargelegt, sollten die Reifen mit der besten Drainage (bei gleichen Reifen also die mit dem tiefsten Profil) auf die Hinterachse montiert werden:
- Besonders für frontangetriebene Pkw mit gleichen Reifengrößen an Vorder- und Hinterachse lassen sich Wirtschaftlichkeit und Sicherheit verbinden, wenn beim Reifenwechsel jeweils zwei neue Reifen auf die Hinterachse montiert und die vorhandenen Reifen der Hinterachse an die Vorderachse gewechselt werden.
- Bei Fahrzeugen mit gleichmäßigem Reifenabrieb zwischen Vorder- und Hinterachse lässt sich der Vorteil des tieferen Profils an der Hinterachse verwirklichen, indem nach der halben nutzbaren Laufleistung des ersten Reifensatzes die Reifen der Hinterachse bereits erneuert werden. Anschließend kann die genannte Reifenwechselstrategie der Frontantriebe verfolgt werden.

Bei Fahrzeugen mit niedriger Jahreskilometerleistung sollte der Wechsel der ersten zwei Reifen bereits einige Jahre vor dem Erreichen des angestrebten maximalen Reifenalters gewechselt werden, um große Unterschiede zwischen dem Alter der Reifen an beiden Achsen und damit der Eigenschaften zu vermeiden.
Erfahrungsgemäß sind schmalere Reifen unempfindlicher gegen Aquaplaning und kostengünstiger, speziell im Winterbetrieb können sich durch schmalere Reifen weitere Vorteile ergeben.

### Gegenmaßnahmen bei Aquaplaning
Falls Aquaplaning auftritt, können Gefahren durch verschiedene Maßnahmen abgemildert werden:
- Bremsen vermeiden: Ein gebremstes Rad kann während des Aufschwimmens blockieren. Das Rad kann nun den Wasserkeil nicht mehr überrollen, wodurch sich die Aquaplaning-Phase und damit der Kontrollverlust über das Fahrzeug verlängern kann. Erhält das blockierte Rad nach dem Aquaplaning wieder Bodenkontakt, kann einseitiges Aquaplaning zu einem Giermoment führen und seitliches Ausbrechen des Fahrzeugs bewirken.
- Starkes Gegenlenken während der Aquaplaning-Phase vermeiden. Sobald die Räder wieder Bodenkontakt bekommen, könnte das Fahrzeug in eine andere Richtung Fahrt aufnehmen, was vom Fahrer intuitiv durch weitere Korrekturen beantwortet wird und so zum Schleudern des Fahrzeugs führt.
- Fuß vom Gas und möglichst den Kraftfluss trennen (Kupplung treten, Automatik in N), warten, bis das Aquaplaning endet.
- Lenkrad gerade halten und bei seitlichem Abdriften nur leicht gegenlenken.

### Verbreitete Irrtümer
- „ABS, ESP und Allradantrieb helfen gegen Aquaplaning.“ Richtig ist, dass ABS und Allradantrieb das Aquaplaning nicht verhindern können. Wenn das Fahrzeug aufschwimmt, kann das ESP nur insoweit helfen, als es die Motorleistung auch gegen den Willen des Fahrers drosselt. Erst nach dem Ende des Aquaplaning kann ESP dazu beitragen, die Fahrstabilität zu behalten oder wieder zu erlangen.
- „Für ein Motorrad besteht keine Aquaplaning-Gefahr.“ Richtig ist, dass man auch mit dem Motorrad Aquaplaning haben kann und dass dies unweigerlich zu einem Sturz führt.
- „Man sollte sich bei starkem Regen immer an der Geschwindigkeit der anderen Verkehrsteilnehmer orientieren.“ Richtig ist, dass die Geschwindigkeit, bei der Aquaplaning auftritt, von Fahrzeug zu Fahrzeug sehr unterschiedlich sein kann.
- „Aquaplaning tritt erst bei Geschwindigkeiten über 80 km/h auf.“ Richtig ist, dass beim Zusammentreffen mehrerer ungünstiger Faktoren auch deutlich unterhalb von 80 km/h bereits Aquaplaning auftreten kann.
- „Die besten Reifen müssen auf die Vorderachse.“ Gelegentlich im Reifenhandel noch verbreiteter Ratschlag und vor allem den Besitzern von Frontantrieben empfohlen. Richtig ist es, die hinsichtlich der Bodenhaftung und Drainage besten Reifen stets auf die Hinterachse zu montieren.

### Auswirkungen auf andere Fahrzeugarten
- LKW und Busse: In verschiedenen Quellen wird ausgeführt, dass es bei schweren LKW aufgrund des hohen Gewichtes kein Aquaplaning geben könne.[3] Hauptgrund ist die geringere Geschwindigkeit gegenüber Pkw. Bei Reisebussen liegen die Tempolimits höher, so dass die Gefahr von Aquaplaning steigt.
- Motorräder: Bei Motorrädern gibt es zwei Eigenschaften, welche die Gefahr von Aquaplaning verringern: Die gegenüber PKW geringere Reifenbreite und der runde Reifenquerschnitt – dadurch kann das Wasser leichter zur Seite abgeführt werden. Motorräder haben aber auch Eigenschaften, welche die Aquaplaninggefahr erhöhen: Das Fahrzeuggewicht ist viel niedriger als bei PKW. Außerdem ist das Vorderrad eher durch Aquaplaning gefährdet als das Hinterrad.
- Flugzeuge: Wegen der hohen Geschwindigkeit beim Landen auf regennassen Landebahnen kann Aquaplaning entstehen.[4][5]

Da der Flugzeugführer über Brems- und Steuermöglichkeiten verfügt, die keine Bodenhaftung benötigen, müssen in der Regel weitere Umstände auftreten, damit eine gefährliche Situation entsteht, so wie im Lufthansa-Flug 2904.